# Tradescantia reverchonii
Tradescantia reverchonii är en himmelsblomsväxtart som beskrevs av Benjamin Franklin Bush. Tradescantia reverchonii ingår i släktet båtblommor, och familjen himmelsblomsväxter. Inga underarter finns listade.